# Trichotosia lacinulata
Trichotosia lacinulata là một loài thực vật có hoa trong họ Lan. Loài này được (J.J.Sm.) Carr miêu tả khoa học đầu tiên năm 1935.